# NS (Sons of Anarchy)
"NS" é o décimo terceiro e último episódio da terceira temporada da série de televisão dramática Sons of Anarchy. O final da temporada e o 39º episódio no total, foi ao ar na FX em 30 de novembro de 2010. O episódio foi escrito e dirigido por Kurt Sutter, o criador da série original, e co-escrito por Dave Erickson.
Este episódio marca a última aparição de Ally Walker (Agente June Stahl), Paula Malcomson (Maureen Ashby) e Titus Welliver como (James 'Jimmy' O'Phelan).

## Enredo
Salazar leva Tara para o escritório de Jacob Hale, onde ele também mantém Hale como refém. Ao apresentar sua lista de exigências, uma delas é que Jax vá ao escritório de Hale. Tara vê Salazar puxar uma faca e ele diz que planeja matá-la enquanto Jax assiste e depois matar Jax. Quando Jax entra no escritório, Salazar está prestes a matar Tara, mas Jacob Hale o esfaqueia em vez disso. Jax luta com Salazar, pega a arma e a entrega a Tara, dizendo para ela matar qualquer pessoa que não seja policial. Quando todo o incidente acaba, Jax e Tara vão ao médico para um ultrassom para garantir que o bebê não tenha sido prejudicado. O bebê está saudável e Jax e Tara ouvem os batimentos cardíacos e veem o bebê no ultrassom. Jax e Tara então vão para a casa de Gemma, onde ela abraça Tara. Tara vê Abel e o segura felizmente, dando-lhe as boas-vindas de volta para casa. No final da temporada, Tara se envolve mais com o clube. Ela leva Jimmy O de volta para a garagem no porta-malas depois que o SAMCRO o compra dos russos. Jax se certifica de que ela esteja usando um colete à prova de balas para garantir sua segurança caso algo dê errado. Quando Stahl conta ao clube sobre o acordo que Jax fez com ela, que na verdade era uma armadilha do clube para matar Stahl e Jimmy, ela corre e o abraça, angustiada e com medo de que o clube o mate na prisão. Com a ajuda de Unser, Chibs Telford mata Jimmy O'Phelan em retaliação por ter roubado sua esposa e filha muitos anos atrás, antes de Opie forçar uma Stahl aterrorizada no banco da frente do carro da polícia. Durante essa confrontação, Stahl desaba em lágrimas e implora a Opie por sua vida, ao que Opie responde: "Isso é o que ela sentiu". Ele então atira em Stahl na parte de trás da cabeça com uma MAC-10, matando-a instantaneamente, para vingar a morte de sua esposa Donna. Depois disso, Chibs arma a cena para parecer que o verdadeiro IRA matou Stahl e Jimmy. Tara lê cartas de John Teller para sua amante Maureen Ashby, insinuando que Gemma e Clay seriam responsáveis por sua morte, caso ocorresse. O resto do SAMCRO, a caminho da prisão, comemora sua vitória sobre Jimmy e Stahl.

## Recepção

### Recepção crítica
A IGN votou a morte da Agente Stahl como a 10ª maior morte em sua lista. Eles disseram: "O desfecho da terceira temporada foi uma das reviravoltas mais satisfatórias que a série já teve. As coisas pareciam sombrias quando a Agente Stahl informou o clube de que Jax havia feito um acordo e os entregado. Mas o que ela não sabia é que tudo era uma armadilha, que terminou com sua morte enquanto Opie se vingava por ela tê-lo enganado e causado a morte de sua esposa. A temporada terminou com um tom inesperadamente positivo, enquanto Clay e Jax sorriam e o resto dos caras na van da prisão riam. Claro, eles estavam a caminho da prisão, mas Jax não era um traidor e Stahl estava fora do jogo de vez."
Zach Handler, do The A.V. Club, deu ao episódio NS uma classificação A-, afirmando: "O que funcionou melhor em 'NS' e o que me permite ser otimista em relação ao potencial da próxima temporada, mesmo tendo sentimentos mistos em relação a esta temporada como um todo, é o final. O episódio não consegue fazer com que toda a trama do IRA pareça orgânica, e Hal Holbrook não retorna para nos lembrar da governanta basicamente inocente que foi assassinada há algum tempo, mas ele introduz uma nova ameaça aos Sons e, ao contrário de Cameron e seu Truque do Bebê Desaparecido, essa ameaça se encaixa perfeitamente no contexto geral da série. Maureen contrabandeou as cartas de John para ela na mochila de Jax, e Tara as encontrou. Lendo-as, enquanto Jax e Clay sorriem um para o outro triunfantemente e enquanto Gemma segura seu neto nos braços, parecendo uma rainha em seu trono, ouvimos a narração em voz alta de Teller novamente. Já foi insinuado há muito tempo que Clay e Gemma tiveram algo a ver com a morte de John. Afinal, isso é uma referência a Hamlet. E agora Tara, a estranha que finalmente encontrou seu lugar, tem motivos para desconfiar. Faz você se perguntar o que mais está nessas cartas. E faz você se perguntar o que Jax fará quando as ler."

### Audiência
O episódio teve 3,59 milhões de telespectadores em sua exibição original nos Estados Unidos.